# Elna Schwartz-Särström
Elna Schwartz-Särström, född 5 september 1880 i Holmestrand, Norge, död 25 mars 1950 i Falsterbo, var en norsk-svensk målare.
Hon var dotter till majoren Paul Lassen Schwartz och Elna Johanne Rebekka Holm och från 1909 gift med Hjalmar Fritiof Särström. Efter skolgång i England, Danmark, Sverige och Schweiz studerade hon konst vid Grimsgards målarskola i Drammen samt Kunst- og Håndverksskolen och Backers målarskola i Oslo. Hon reste 1908 på en längre studieresa till Schweiz, Italien där hon vistades några månader i Florens innan hon for till Paris där hon studerade för Christian Krohg vid Académie Colarossi. Hon medverkade i samlingsutställningar i Paris och Oslo. Bland hennes offentliga arbeten märks altartavlan för Eidsfos kapell i Norge samt en utsmyckning med scener ur Fritiofs saga på Eidsfos Hoverdgård. Hennes konst består av porträtt, interiörer och landskapsmåleri med motiv från bland annat Falsterbo samt porslinsmålning. Makarna Särström är begravda på Falsterbo gamla kyrkogård.